# Springdale, Ohio
Springdale är en ort i Hamilton County i delstaten Ohio, USA.